# 山心镇
山心镇，是中华人民共和国广西壮族自治区玉林市兴业县下辖的一个乡镇级行政单位。

## 行政区划
山心镇下辖以下地区：
山心村、新莲村、龙江村、龙兴村、鸣水村、社塘村、联和村、要古村、高田村、石柜村、樟木村、寨门村、公和村、对塘村、蓬塘村、升平村、良星村、五星村、博爱村、新文村、葵峰村、大良村和石门村。